# Ranchillos y San Miguel
Ranchillos y San Miguel è un comune rurale dell'Argentina, appartenente alla provincia di Tucumán, nel dipartimento di Cruz Alta; è parte del conglomerato urbano della Gran San Miguel de Tucumán. La cittadina è stata fondata il 13 giugno 1893.
In base al censimento del 2001, la città contava 10.219 abitanti, con un incremento del 15,08% rispetto al censimento precedente (1991).